# Молдова на летних Олимпийских играх 1996
Молдова принимала участие в Летних Олимпийских играх 1996 года в Атланте (США) в первый раз за свою историю, и завоевала одну бронзовую и одну серебряную медали. Сборную страны представляли 5 женщин.

## Серебро
- Каноэ, мужчины — Виктор Ренейский и Николай Журавский.

## Бронза
- Греко-римская борьба, мужчины — Сергей Мурейко.